# Kevin O’Connor (1938–1991)
Kevin O'Connor (ur. 7 maja 1938 w Honolulu, zm. 22 czerwca 1991 w Nowym Jorku) – amerykański aktor teatralny, filmowy i telewizyjny.

## Życiorys

### Wczesne lata
Urodził się i wychowywał w Honolulu na Hawajach, gdzie uczęszczał do Punahou School i Roosevelt High School. Studiował na University of Hawaii, a następnie studiował aktorstwo w Neighborhood Playhouse w Nowym Jorku.

### Kariera
Dwukrotnie otrzymał Drama Desk Award - w 1966 roku za występ w spektaklu Sześć z La Mama (Six from La Mama) i jako Glendenning w przedstawieniu Wykonawca (The Contractor). Wystąpił na Broadwayu także w sztuce Gloria i Esperanza (1970) jako Julius Esperanza i Devour the Snow (1979) w roli Fallona. W latach 70. pełnił funkcję dyrektora artystycznego nowojorskiego Theatre at St. Clement's. 
Po raz pierwszy na ekran trafił w dramacie psychologicznym Coming Apart (1969) z Ripem Tornem i Sally Kirkland. W biograficznym dramacie telewizyjnym CBS Bogie (1980) zagrał postać Humphreya Bogarta.
Zmarł 22 czerwca 1991 roku w Nowym Jorku na raka w wieku 53 lat.

## Wybrana filmografia

### Filmy fabularne
- 1969: Coming Apart jako Armand
- 1971: Let's Scare Jessica to Death jako Woody
- 1971: Welcome to the Club jako Harrison W. Morve
- 1974: Wykonawca (The Contractor, TV) jako Glendenning
- 1975: The Blazer Girls (TV) jako Kayo
- 1976: The Passover Plot jako Irijah
- 1978: Skok na Brinka (The Brink's Job) jako Stanley Gusciora
- 1980: Bogie (TV) jako Humphrey Bogart
- 1984: Effekkty specjalne (Special Effects) jako detektyw Philip Delroy
- 1984: Perfect Strangers jako policjant mówiący o Burns
- 1988: Czerwony pająk (The Red Spider, TV) jako Hank Tibbs

### Seriale TV
- 1968: New York Television Theatre
- 1969: The Doctors jako Jim Crawford
- 1977: Hawaii Five-O jako Charlie Hazard
- 1978: Hawaii Five-O jako Brooks
- 1979: Hawaii Five-O jako technik laboratoryjny
- 1986: Opowieści z ciemnej strony (Tales from Darkside) jako Bragg